# Зигфрид I фон Нортхайм
Зигфрид I фон Нортхайм (на немски: Siegfried I. Graf von Northeim; * ок. 950; † между 20 февруари и 18 май и 15 август 1004) от фамилията Вигерихиди и основател на графския род Нортхайми, е граф на Нортхайм, в Ритигау, Хесенгау и в Морингергау (982 – 1002) на север от Гьотинген, 985 г. доказан.

## Произход
Син е на граф Зигфрид I Люксембургски († 998) и съпругата му Хадвига († 993), дъщеря на Еберхард IV фон Нордгау († 972/973) и на Луитгарда фон Бидгау-Лотарингия († 960). Брат е на немската императрица Кунигунда Люксембургска (975 – 1033).
По други източници той е син на Херман I фон Боменебург и внук на Ото фон Нортхайм и правнук на Ото I от Залцгау.

## Фамилия
Първи брак: между 970 и 975 г. с Матилда фон Каленбург († пр. 1002). Те имат двама сина:
- Бенно фон Нортхайм (* ок. 985; † 2 септември 1047/20 ноември 1049), граф в Хесегау, женен между 1015 и 1018 г. за Айлика фон Швайнфурт или фон Щаде-Нордмарк (* ок. 1000; † 1 февруари 1056), дъщеря на маркграф Хайнрих фон Швайнфурт-Нордгау († 1017) и Герберга фон Глайберг († сл. 1036); баща на граф Ото Нортхаймски († 1083), херцог на Бавария (1061 – 1070).
- Зигфрид II фон Нортхайм († ок. 1025, убит)

Втори брак: ок. 1002 г. с Етелинда († сл. 1002). Бракът е бездетен.